# 16796 Shinji
16796 Shinji este un asteroid din centura principală de asteroizi.

## Descriere
16796 Shinji este un asteroid din centura principală de asteroizi. A fost descoperit pe 6 februarie 1997 la Chichibu de Naoto Satō. Asteroidul prezintă o orbită caracterizată de o semiaxă mare de 3,17 ua, o excentricitate de 0,13 și o înclinație de 10,4° în raport cu ecliptica.